# グレン・ミチバタ
グレン・ミチバタ（Glenn Michibata, 1962年7月13日 - ）は、カナダオンタリオ州トロント出身の元男子プロテニス選手。身長175cm、体重73kg。右利き。ATPランキング自己最高位はシングルス48位、ダブルス5位。ATPツアー通算でダブルス4勝を挙げた。日系カナダ人で、日本名を「道端」という。特にダブルスで成功を収め、同じカナダ選手のグラント・コネルと共に出場した1990年全豪オープン男子ダブルス部門で準優勝した人物である。

## 経歴
1983年から1993年の間ATPツアーの大会に出場した。シングルスよりもダブルスを得意としており、1990年の全豪オープンでは男子ダブルスで同じカナダのグラント・コネルとともに決勝に進出したが、南アフリカ共和国のピーター・アルドリッチとダニー・ヴィッサーペアに敗れて準優勝だった。翌1990年にはダブルスで自己最高となる5位になった。この年にも全仏オープンとウィンブルドンのダブルスで準決勝まで進出している。